# Діерфілд Тауншип (округ Тайога, Пенсільванія)
Діерфілд Тауншип (англ. Deerfield Township) — селище (англ. township) в США, в окрузі Тайога штату Пенсільванія. Населення — 544 особи (2020).

## Демографія
Згідно з переписом 2010 року, у селищі мешкали 662 особи в 257 домогосподарствах у складі 192 родин. Було 316 помешкань
Расовий склад населення:
| - 97,4 % — білих - 0,6 % — азіатів - 0,5 % — чорних або афроамериканців |

До двох чи більше рас належало 1,5 %. Частка іспаномовних становила 1,1 % від усіх жителів.
За віковим діапазоном населення розподілялося таким чином: 22,5 % — особи молодші 18 років, 58,5 % — особи у віці 18—64 років, 19,0 % — особи у віці 65 років та старші. Медіана віку мешканця становила 45,1 року. На 100 осіб жіночої статі у селищі припадало 107,5 чоловіків;  на 100 жінок у віці від 18 років та старших — 103,6 чоловіків також старших 18 років.
Середній дохід на одне домашнє господарство  становив 57 135 доларів США (медіана — 50 625), а середній дохід на одну сім'ю — 66 572 долари (медіана — 62 833). Медіана доходів становила 38 929 доларів для чоловіків та 30 417 доларів для жінок. За межею бідності перебувало 11,1 % осіб, у тому числі 15,9 % дітей у віці до 18 років та 8,9 % осіб у віці 65 років та старших.
Цивільне працевлаштоване населення становило 270 осіб. Основні галузі зайнятості: освіта, охорона здоров'я та соціальна допомога — 21,9 %, сільське господарство, лісництво, риболовля — 17,4 %, науковці, спеціалісти, менеджери — 14,4 %.